# Keddie
Keddie é uma Região censo-designada localizada no estado americano da Califórnia, no Condado de Plumas. O local ficou conhecido depois de uma série de homicídios, que ficaram conhecidos como "Os Assassinatos de Keddie".

## Demografia
Segundo o censo americano de 2000, a sua população era de 96 habitantes.

## Geografia
De acordo com o United States Census Bureau tem uma área de 1,7 km², dos quais 1,7 km² cobertos por terra e 0,0 km² cobertos por água.

## Localidades na vizinhança
O diagrama seguinte representa as localidades em um raio de 16 km ao redor de Keddie.